# Fascikulation
Fascikulation är en kortvarig, ofrivillig kontraktion av enskilda muskelfibrer i en skelettmuskel. Det kan förekomma som enskilt symptom, och är då ofarligt, eller som ett symptom på sjukdom, men förekommer då tillsammans med andra symptom som till exempel muskelsvaghet och atrofi av den drabbade muskeln. Detta kan till exempel ses vid skador på det axon som innerverar muskelfibrerna, och beror då på en kompensatorisk uppreglering av acetylkolinreceptorer, vilket gör muskelfibrerna så känsliga för acetylkolin att de även reagerar på små cirkulerande mängder. Uppkomstmekanismen bakom godartade fascikulationer är inte känd.